# Svensk Leca

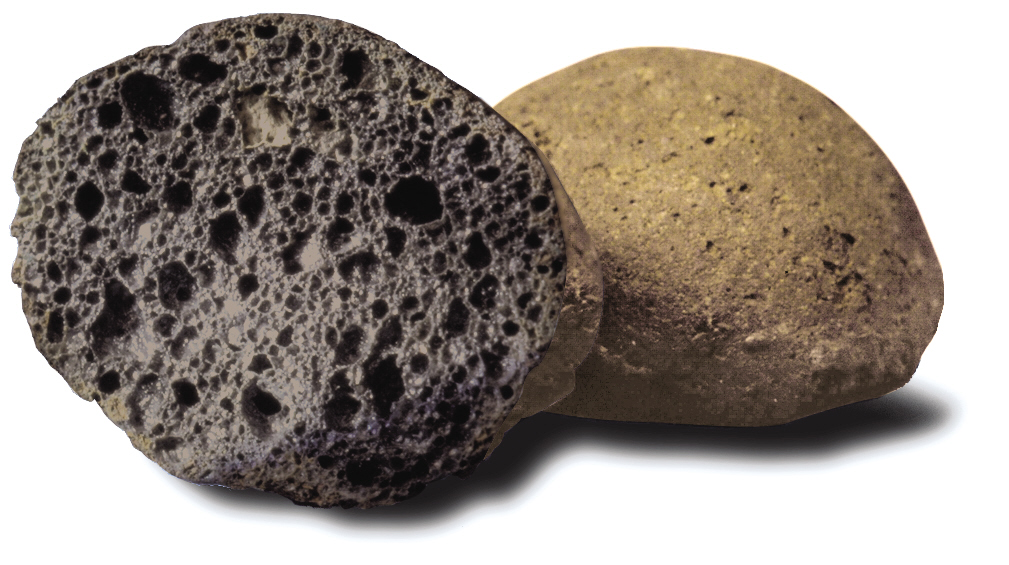
Leca lättklinker, även kallad lecakula

Leca Sverige AB är ett bolag som ingår i koncernen Saint-Gobain. Leca Sverige AB har ensamrätt till varumärket Leca och dess produkter i Sverige. 
Samtliga produkter i sortimentet har sin grund i lera, vilket återspeglar sig i namnet Leca som är en förkortning av Light Expanded Clay Aggregate, vilket fritt översatt betyder lätt expanderad lera.
Den speciella leran, som är kalkfattig och finkornig, bryts och bränns. Efter brytningen torkas leran för att sedan expanderas i ugnar till lättklinker. 

## Användningsområden
Leca Lättklinker används framförallt som lättfyllnadsmaterial inom bygg- och anläggningsbranschen men också för att hantera dagvatten genom olika magasineringslösningar. Lecakulan är motståndskraftig mot frost och kemikalier och är hållbar över tid och den kan dessutom grävas upp marken och återanvändas fullt ut i nya applikationer. Lättklinkern har ett hårt skal men ett poröst och håligt inre.
Med låg vikt och hög hållfasthet kan lättklinkern reducera sättningar, jordtryck och risk för stabilitetsbrott. Dränerande och isolerande egenskaper gör också materialet användbart vid många tillämpningar i och kring byggnader, broar, idrottsplatser och anläggningar. 
Vanliga applikationer för Leca lättklinker är: 
- Vägbankar
- Järnvägsbankar
- Motfyllnad och återfyllnad
- Kompensationsgrundläggning
- Dagvattenhantering och magasinering
- Gröna tak
- Installationsgolv/platta på mark

Leca Lättklinker kan också levereras som LLP eller LBF (cementbunden lättklinker). Lättklinker och slurry blandas då i ett speciellt framtaget munstycke och läggs sedan ut. Skillnaden mellan LLP (lätt lastspridande platta) och LBF (lätt bunden fyllning) är att när man använder sig av LLP-metoden armerar man också betongplattan.

## Leverans och installation
Leca Lättklinker levereras på bulk och säckat. Vid bulkleveranser finns två leveransmetoder, tipplossning och blåslossning.